# Lago Neuhöfer Karpfenteiche
El lago Neuhöfer Karpfenteiche (en alemán: Neuhöfer Karpfenteiche) es en realidad un grupo de estanques situados en el distrito de Ludwigslust-Parchim, en el estado de Mecklemburgo-Pomerania Occidental (Alemania), a una altitud de 35 metros; tiene un área total de 360 hectáreas.
Se encuentran a algunos kilómetros al sur de la ciudad de Schwerin, la capital del estado.